# Stanisławka (gromada)
Stanisławka – dawna gromada, czyli najmniejsza jednostka podziału terytorialnego Polskiej Rzeczypospolitej Ludowej w latach 1954–1972.
Gromady, z gromadzkimi radami narodowymi (GRN) jako organami władzy najniższego stopnia na wsi, funkcjonowały od reformy reorganizującej administrację wiejską przeprowadzonej jesienią 1954 do momentu ich zniesienia z dniem 1 stycznia 1973, tym samym wypierając organizację gminną w latach 1954–1972.
Gromadę Stanisławka z siedzibą GRN w Stanisławce utworzono – jako jedną z 8759 gromad na obszarze Polski – w powiecie zamojskim w woj. lubelskim na mocy uchwały nr 18 WRN w Lublinie z dnia 5 października 1954. W skład jednostki weszły obszary dotychczasowych gromad: Rozdoły ze zniesionej gminy Nowa Osada i Sławęcin ze zniesionej gminy Skierbieszów w powiecie zamojskim oraz obszar dotychczasowej gromady Stanisławka ze zniesionej gminy Miączyn w powiecie hrubieszowskim w tymże województwie. Dla gromady ustalono 11 członków gromadzkiej rady narodowej.
1 stycznia 1960 gromadę zniesiono, włączając jej obszar do gromad Sitno (wsie Stanisławka i Rozdoły) i Iłowiec (wsie Sławęcin i Majdan Żukowiecki) w tymże powiecie.